# سالواتوره کمپیلونگو
سالواتوره کمپیلونگو (انگلیسی: Salvatore Campilongo؛ زادهٔ ۱ اوت ۱۹۶۱) بازیکن فوتبال اهل ایتالیا است.
از باشگاه‌هایی که در آن بازی کرده‌است می‌توان به باشگاه ورزشی لاتزیو، باشگاه فوتبال سالرنیتانا، باشگاه فوتبال فروزینونه، باشگاه فوتبال ونتزیا، باشگاه فوتبال امپولی، باشگاه فوتبال آ.ث. میلان، باشگاه فوتبال یووه استابیا، باشگاه فوتبال پالرمو، و باشگاه فوتبال آولینو اشاره کرد.